# Musée Marcel Proust - Maison de tante Léonie
Pour les articles homonymes, voir Léonie.
Le musée Marcel Proust, ou maison de tante Léonie, est une maison abritant le musée Marcel Proust d'Illiers-Combray en Eure-et-Loir, où l'écrivain (1871-1922) passe ses vacances d'enfance entre 1877 et 1880. Source d'inspiration majeure de son œuvre À la recherche du temps perdu, la maison, propriété de la Société des Amis de Marcel Proust, est classée aux monuments historiques depuis 1961 et labellisée Maisons des Illustres en 2011. Le Musée Marcel Proust a en outre reçu l'appellation Musée de France.

## Historique
À partir de 1877, Marcel Proust, enfant âgé de 6 ans, vient de Paris à Illiers, Eure-et-Loir (à 25 kilomètres au sud-ouest de Chartres) passer ses vacances de Pâques et d’été avec son frère cadet Robert dans la maison familiale de ses oncle et tante paternels, Jules Amiot et son épouse Élisabeth Proust, et ce jusqu'en 1880 où il doit y renoncer à cause de ses crises d'asthme.
C'est là que son personnage de roman « tante Léonie », inspirée de sa tante Élisabeth Proust, sœur aînée de son père, lui offre rituellement une madeleine « après l'avoir trempée dans son infusion de thé ou de tilleul », dont la saveur, bien des années après, fait renaître en lui le souvenir de son enfance dans le village renommé par lui Combray dans son œuvre À la recherche du temps perdu. En 1971, Illiers est rebaptisé Illiers-Combray par décision du ministre de l’Intérieur Raymond Marcellin pour le centenaire de la naissance de Marcel Proust. 

Photographies de Marcel et Robert Proust entre 1877 et 1880
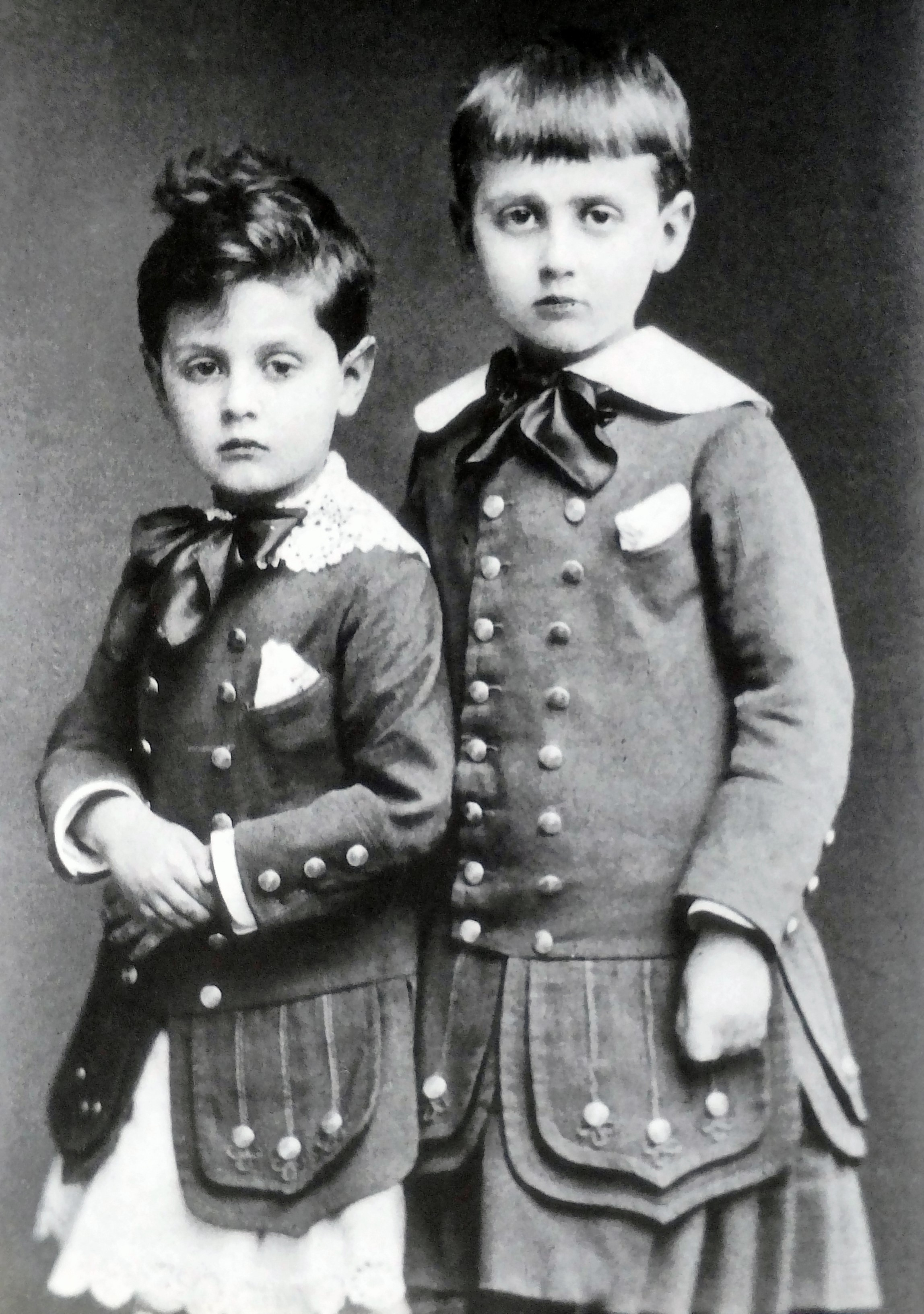
Robert et Marcel vers 1877.
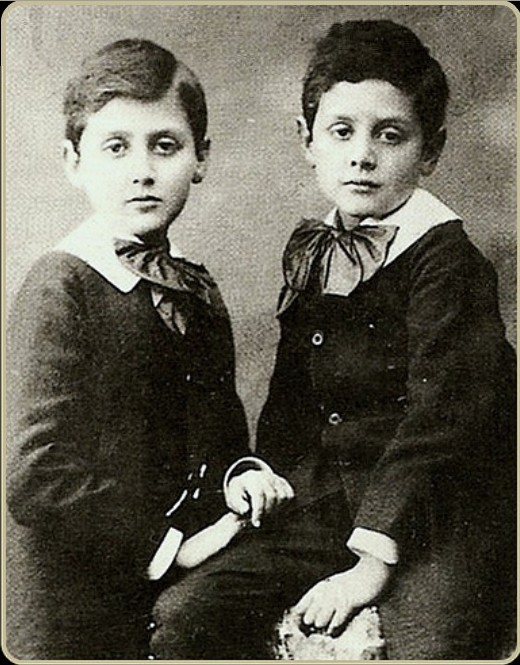
Marcel et Robert vers 1880.
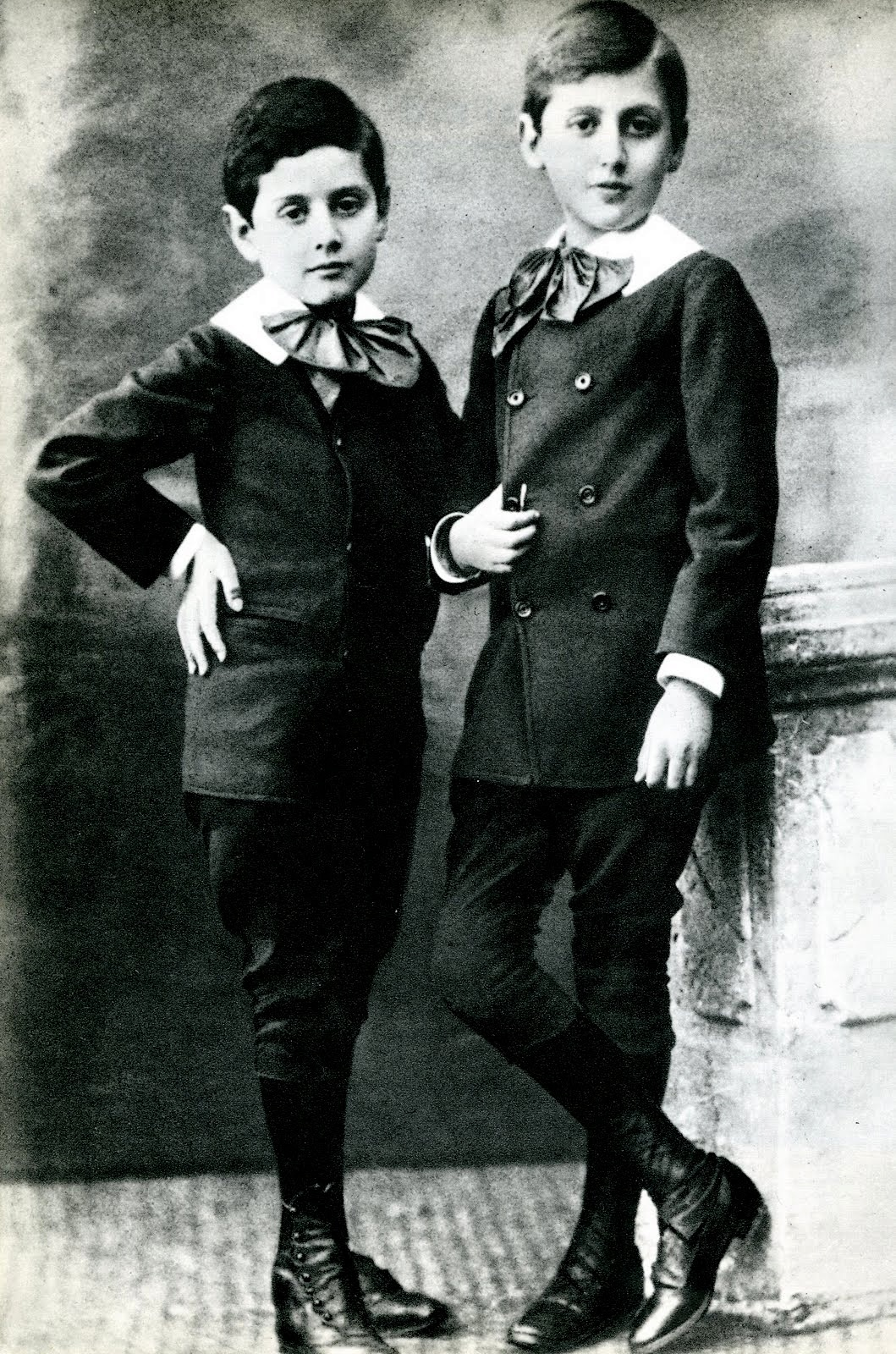
Robert et Marcel vers 1880.

## Musée Marcel Proust
En 1954, la maison familiale est achetée et aménagée en musée par Germaine Amiot (cousine de Proust, fille de sa tante Élisabeth) et mise en valeur par Philibert-Louis Larcher (1881-1972) (inspecteur de l’enseignement technique). Elle est rebaptisée « Maison de tante Léonie » en référence à son œuvre À la recherche du temps perdu.
De nombreux dons et legs de sa famille et de ses proches permettent d'exposer une riche collection de meubles, d'objets, de photographies, de portraits, de tableaux, de lettres et de documents ayant appartenu à l'auteur. Le musée se compose de la maison et de son jardin, de la cuisine, du salon oriental, des chambres de Marcel et de tante Léonie, des chambres Weil, de la salle des photographies Nadar, du « jardin du Pré-Catelan » (jardin exotique proche de la maison que l'oncle de Proust a créé par passion de l'Orient).
Le « Musée Marcel Proust » est inauguré en 1972.

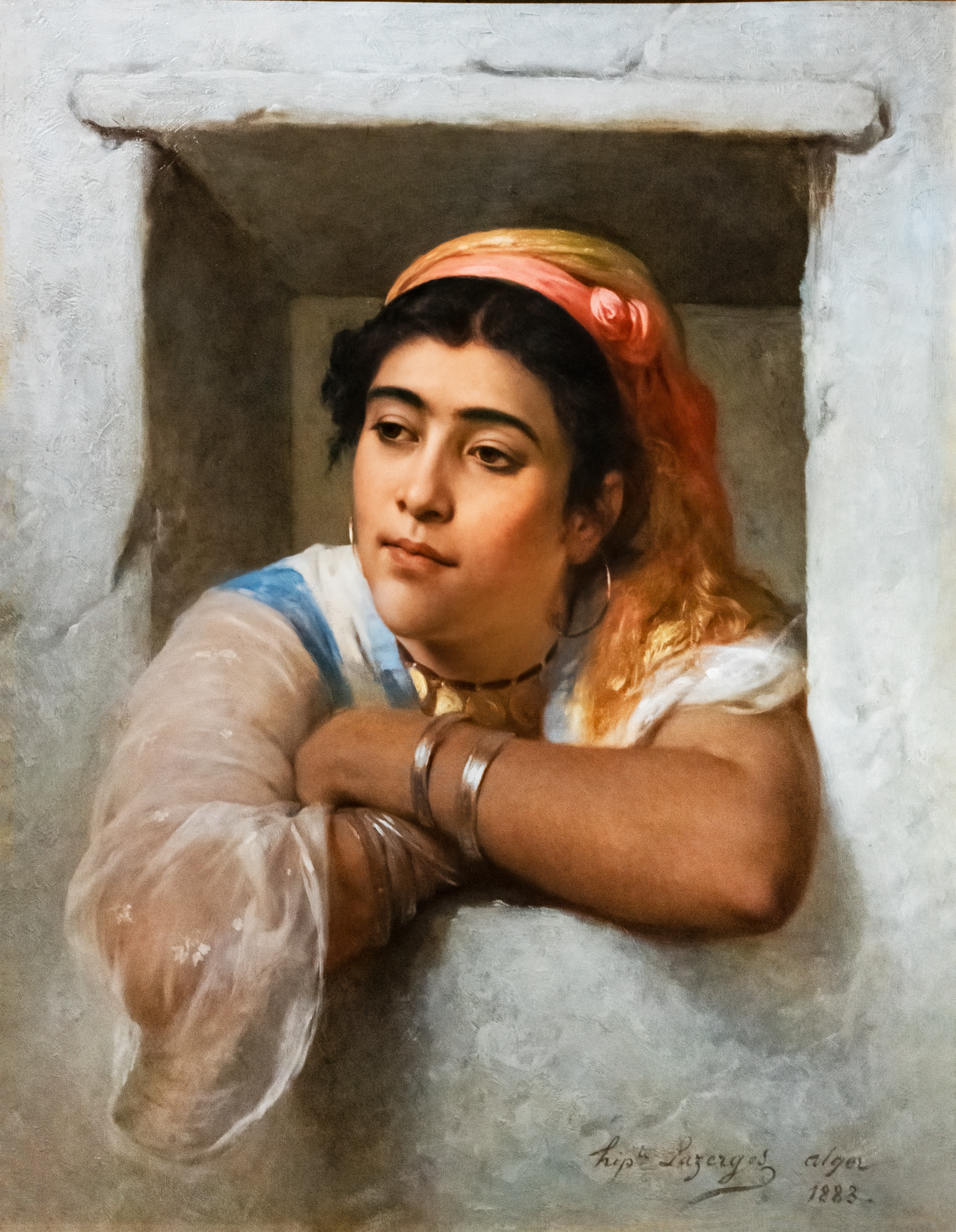
A la fenêtre, Hippolyte Lazerges, 1883.

En 2021, le musée est transféré villa Chapet ou maison de la Citadelle, pendant les travaux de rénovation du 4 rue du Docteur-Proust, financés par le loto du patrimoine. 
La Maison de tante Léonie a rouvert en mai 2024 ; le bâtiment historique ayant été entièrement rénové et de nouveaux espaces muséographiques ayant été créés.
En 2022, deux tableaux orientalistes dans le goût de Jules Amiot sont en restauration :
- À la fenêtre d'Hippolyte Lazerges (1883), esquisse ou copie du tableau original représentant une jeune femme mauresque à sa fenêtre, conservé au musée d'Art et d'Histoire de Narbonne[6] ;
- Terrasses d'Alger de Cherubino Patà (1879-1880).

Fin 2024, la collection du musée est enrichie de cinq tableaux :
- dépôt par le musée d'Orsay de deux tableaux signés Paul César Helleu (1859-1927) ;
- un tableau représentant la plage de Cabourg de Xavier-René Privet, 1908, acquis par souscription ;
- acquisition sur fonds propres d'un portrait d’Henri Bardac par Jacques-Émile Blanche (1861-1942), auteur du portrait de Marcel Proust prêté par le musée d’Orsay en 2019 ;
- un tableau de Fernand Cormon (1845-1924) représentant Gustave Neuburger, gestionnaire des finances de Marcel Proust, acquis par donation[8].

## Société des amis de Marcel Proust
En 1976, peu avant sa disparition, Germaine Amiot, cousine de Proust, fait don de la propriété à la « Société des amis de Marcel Proust et des amis de Combray ». Cette association créée en 1947 a pour but de réunir les lecteurs de Proust et de promouvoir son œuvre. Avec le soutien du département d'Eure-et-Loir, elle organise des expositions et des conférences dans la Maison de tante Léonie. Elle intervient en vente publique pour enrichir les collections du Musée Marcel Proust (par exemple l'achat d'un placard inédit chez Sotheby's en 2018). C'est ainsi qu'elle a également recueilli, en 2021, deux maquettes du timbre-poste dessinées par Cyril de La Patellière, timbre émis par la principauté de Monaco à propos de la correspondance Proust / Pierre de Monaco, duc de Valentinois ; correspondance tenue secrète et dévoilée par le prince Albert II de Monaco en 2016.
Elle publie également un Bulletin annuel (disponible sur Gallica) et d'autres ouvrages proustiens. Son site Internet recense les multiples activités proustiennes.
La Société des amis de Marcel Proust est gérée par un conseil d'administration au sein duquel siègent Jérôme Bastianelli (Président), Anne Borrel (conseillère technique), Antoine Compagnon, de l'Académie française, Elyane Dezon-Jones, Emily Eells, Rémi Frentz, Emmanuel Glaser (Trésorier), Anne Heilbronn (Secrétaire générale adjointe), Jean-Paul Henriet, Shama Hiridjee, Anne Imbert (Secrétaire générale), Anne de Lacretelle, Isabelle Le Masne de Chermont, Jacques Letertre, Dominique Mabin, Nathalie Mauriac Dyer, Nicolas Ragonneau, François de Ricqlès, Bruno Saillant, Isabelle Serça, Jean-Yves Tadié (Vice-Président), Eric Unger (Trésorier adjoint).

Maison de tante Léonie
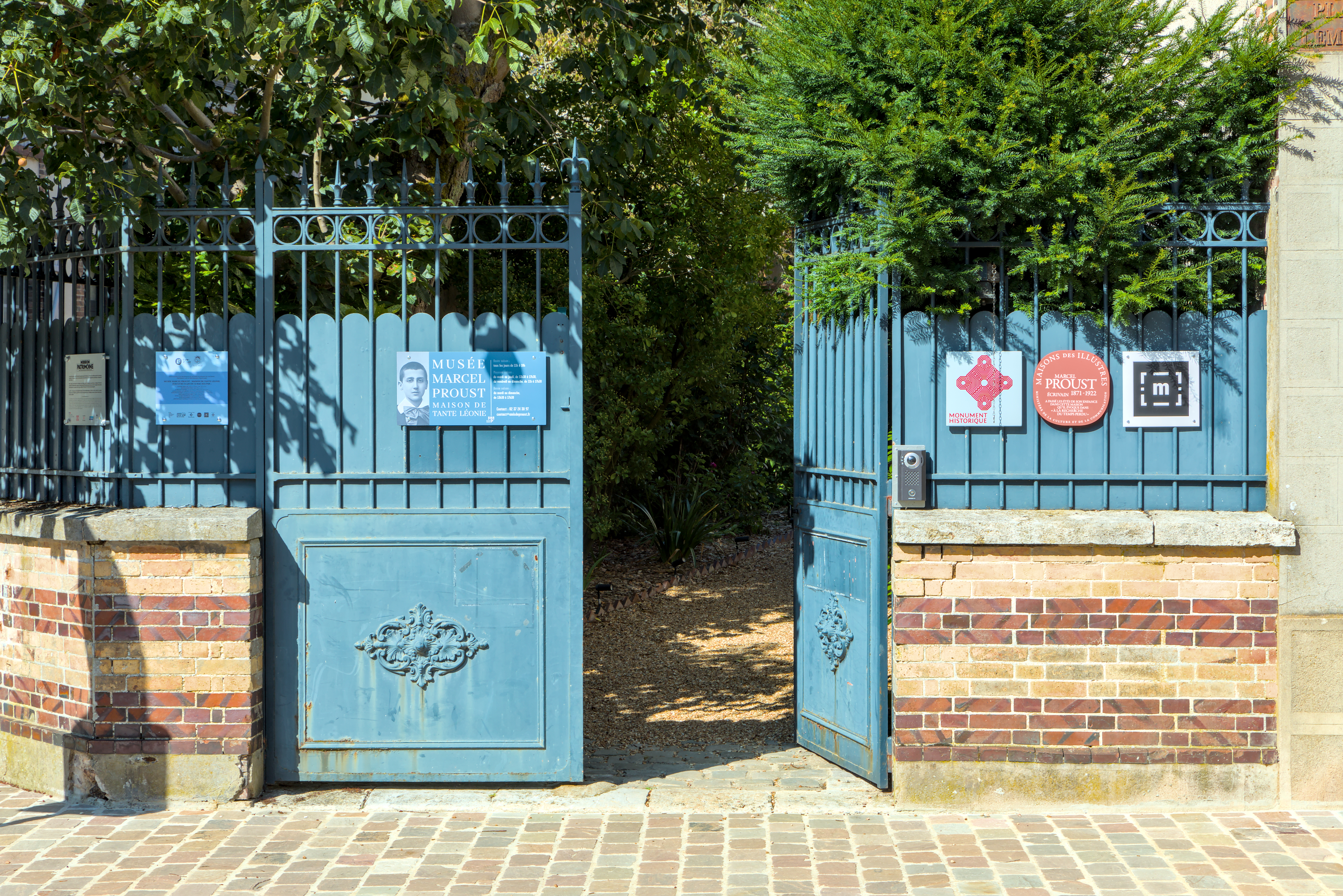
Portail d'entrée de la maison-musée Classé MH (1961)[1].
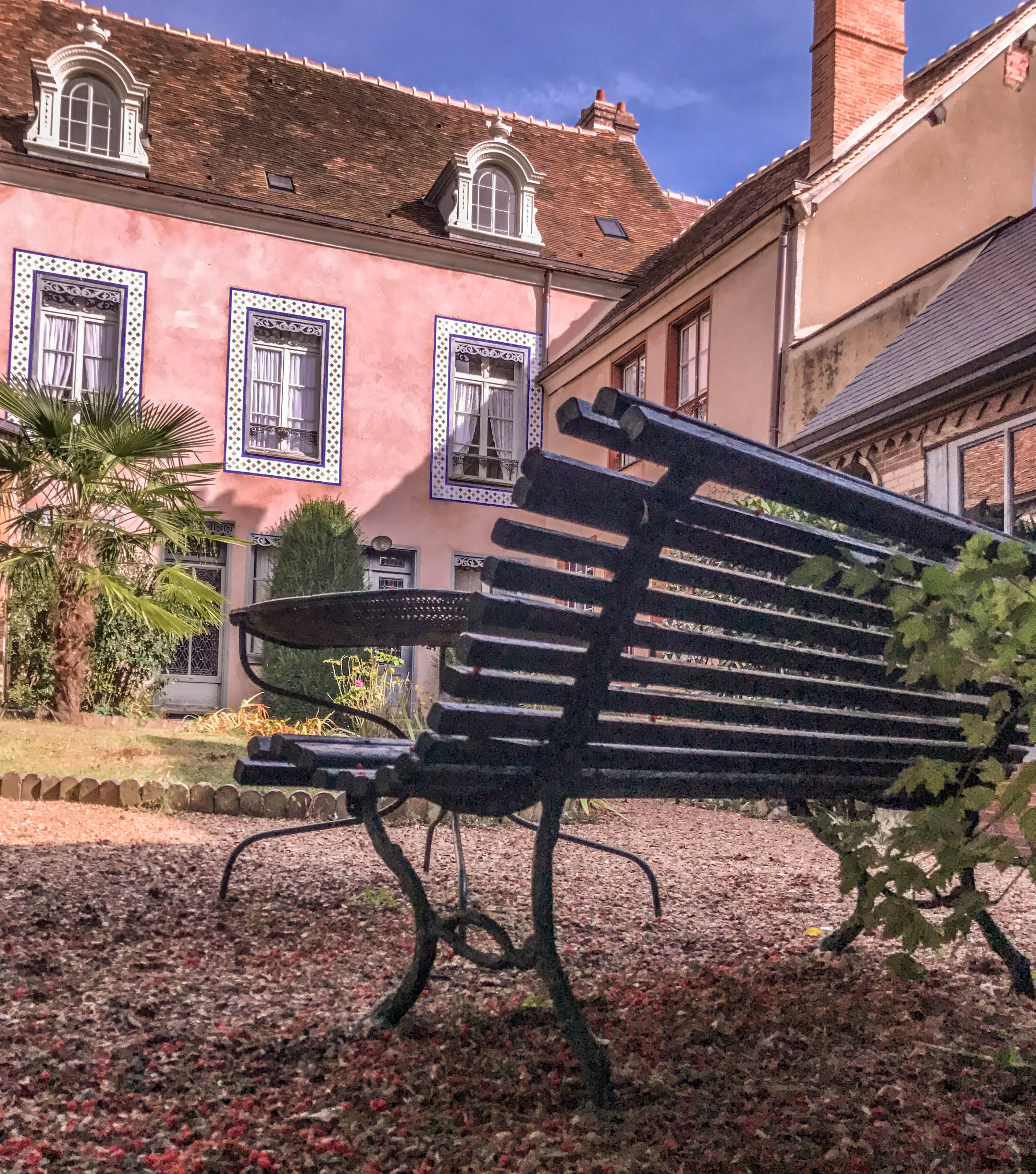
Cour intérieure.
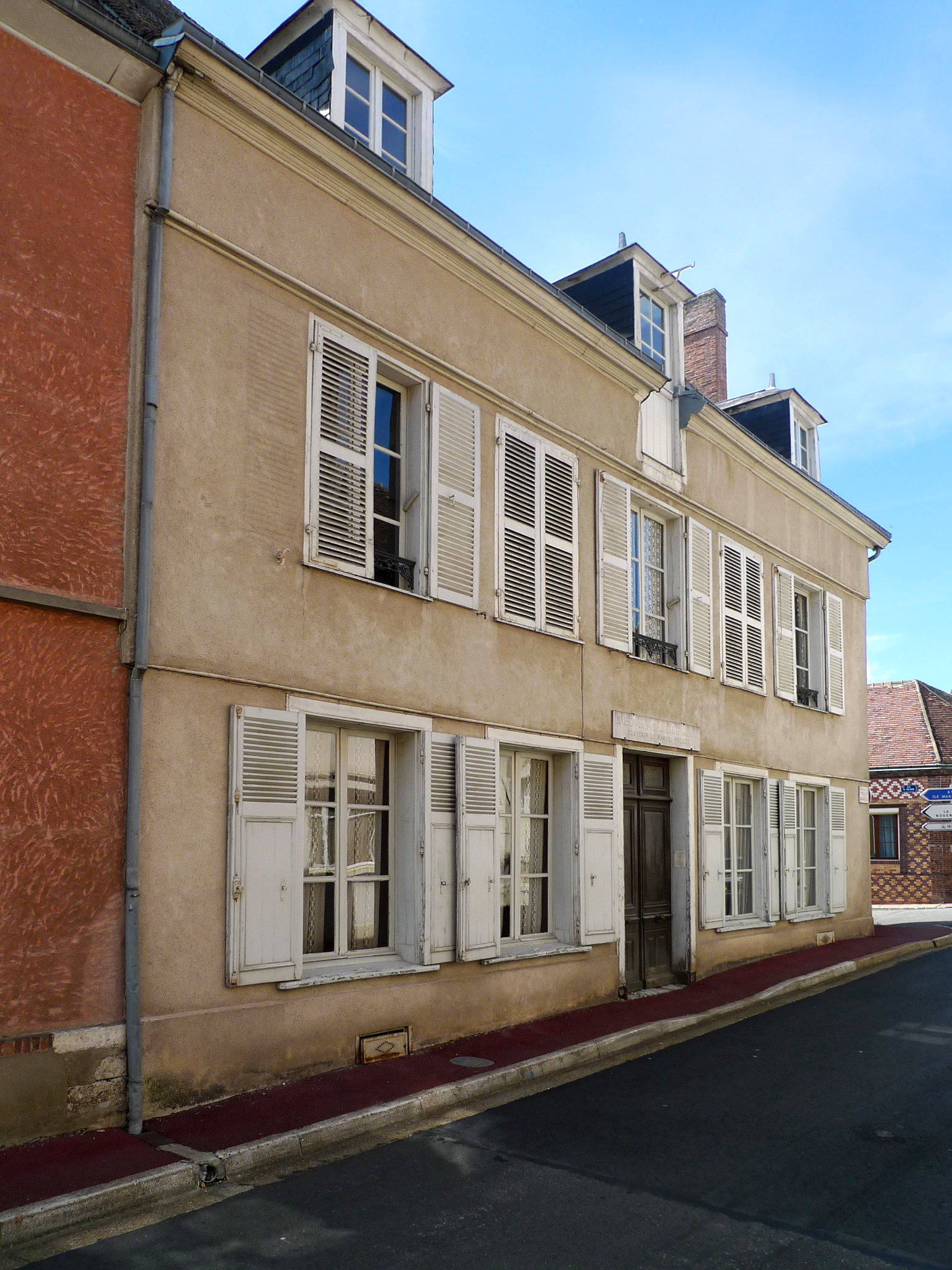
Arrière de la maison.

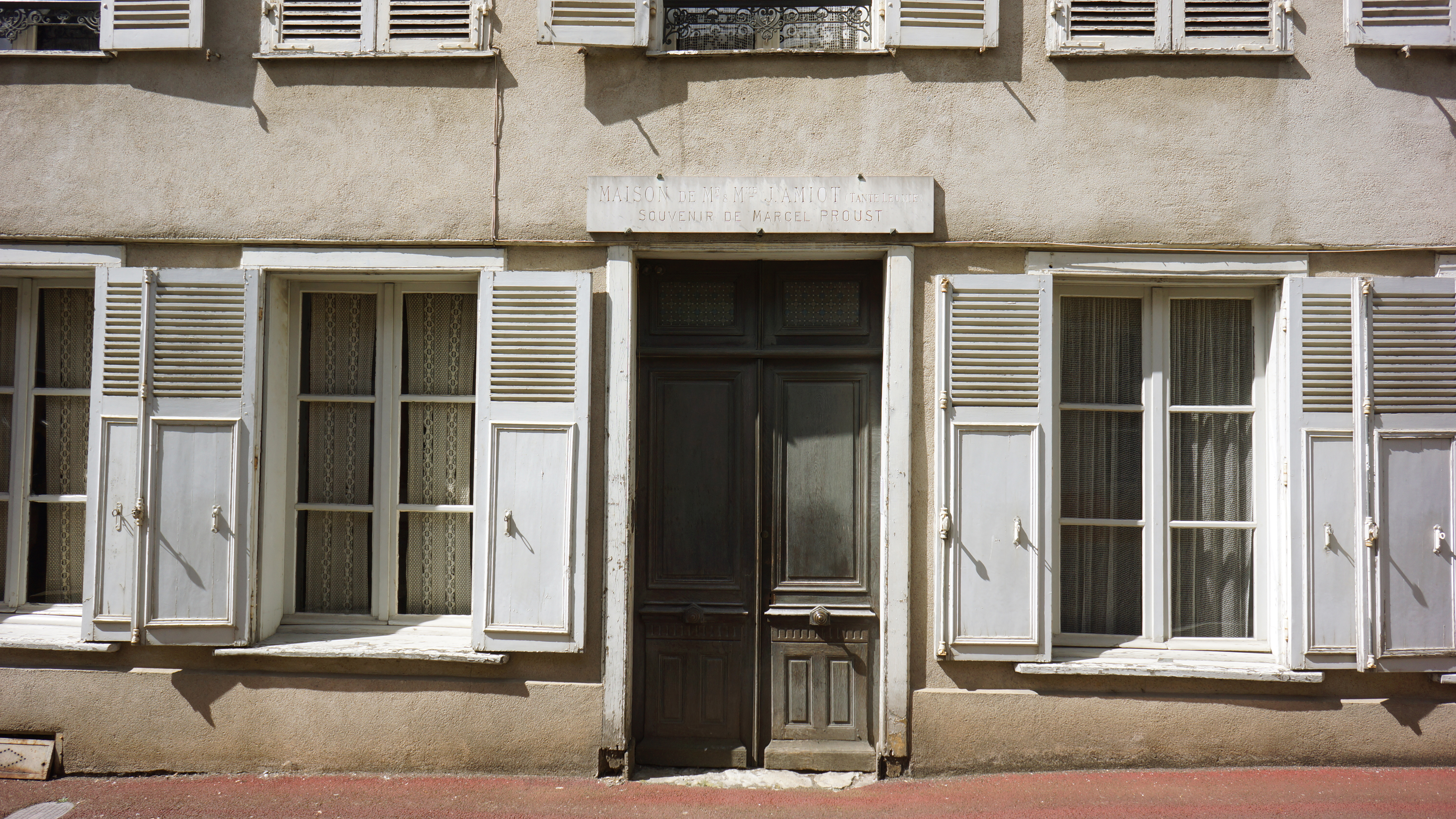
Plaque souvenir au-dessus de l'entrée.
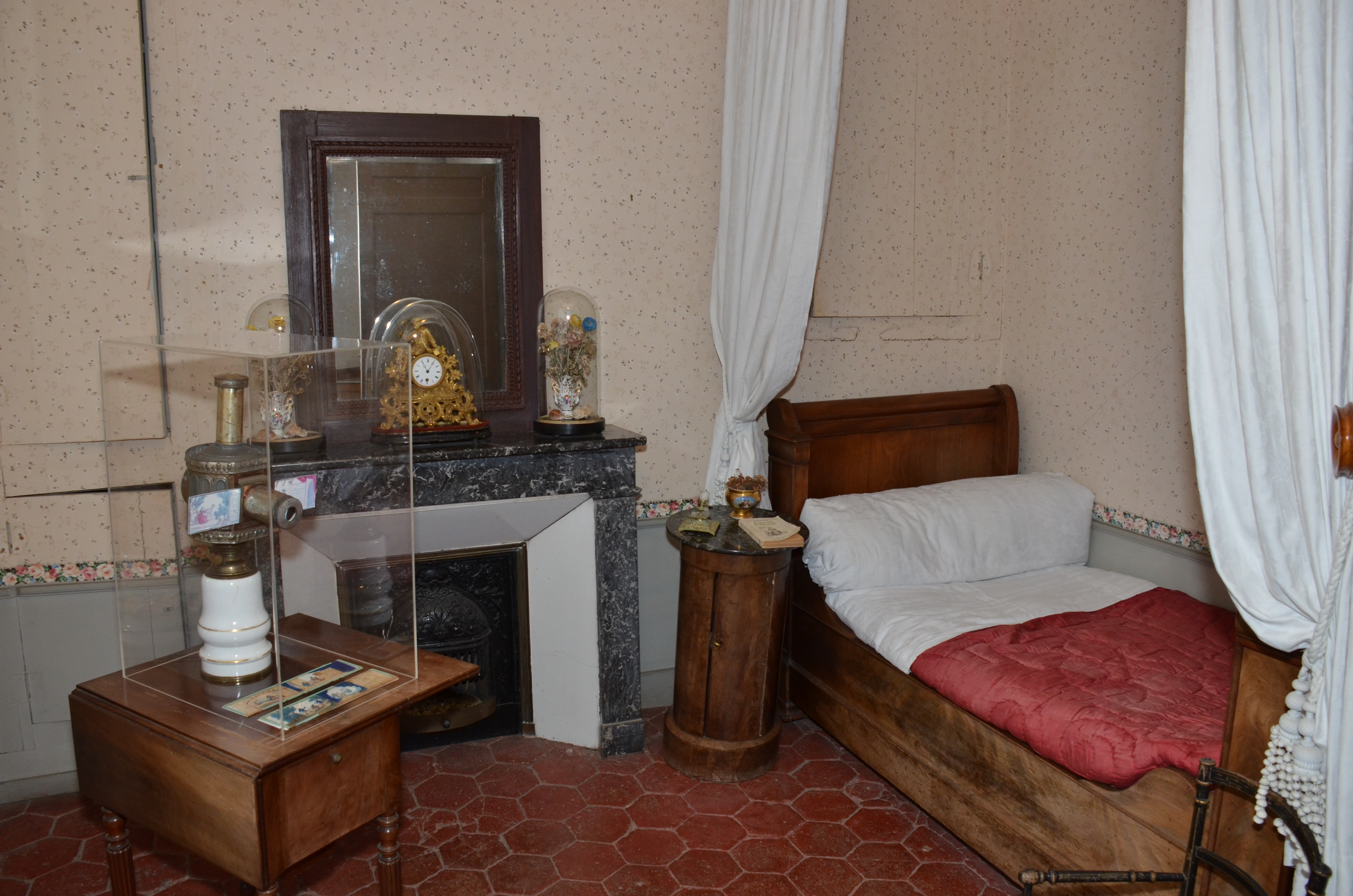
La chambre du petit Marcel . A gauche son appareil de projection à pétrole
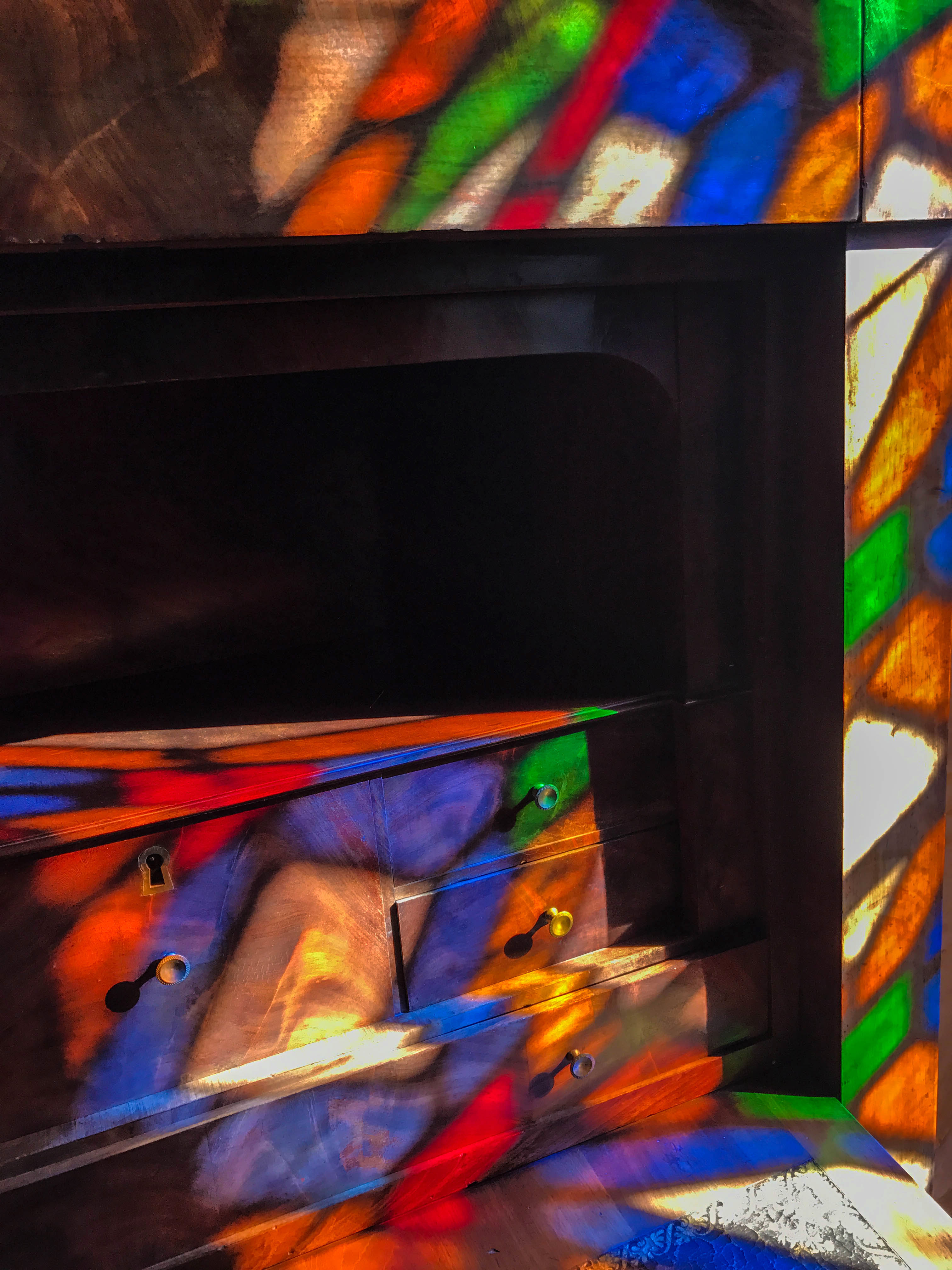
Reflet de vitraux dans la maison.